# ترگو فروموش
شهر ترگو فروموش (به رومانیایی: Târgu Frumos) در شهرستان ایاشی در کشور رومانی واقع شده‌است. جمعیت این شهر ۱۳٬۷۶۳ نفر  است.

## نگارخانه

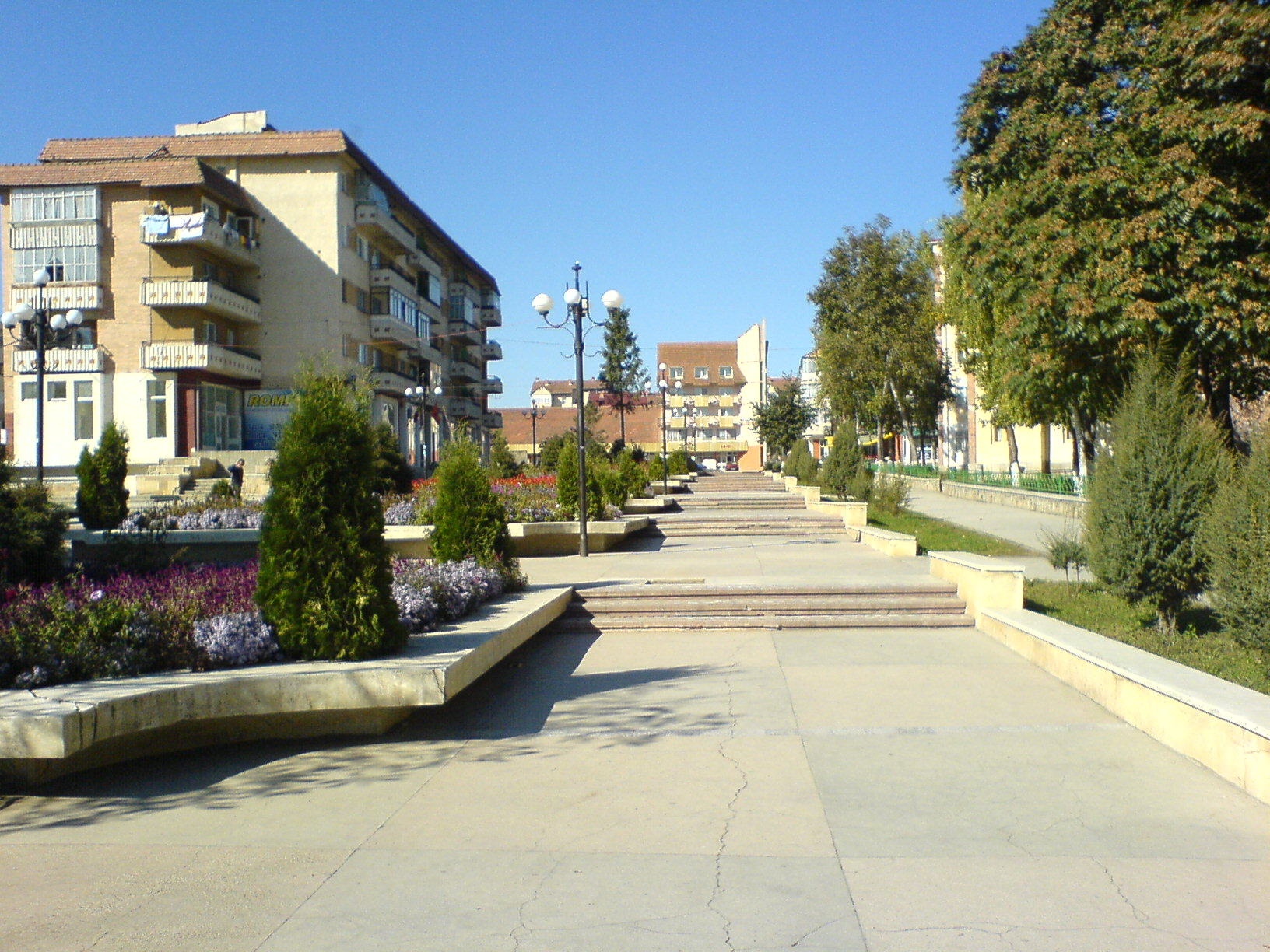
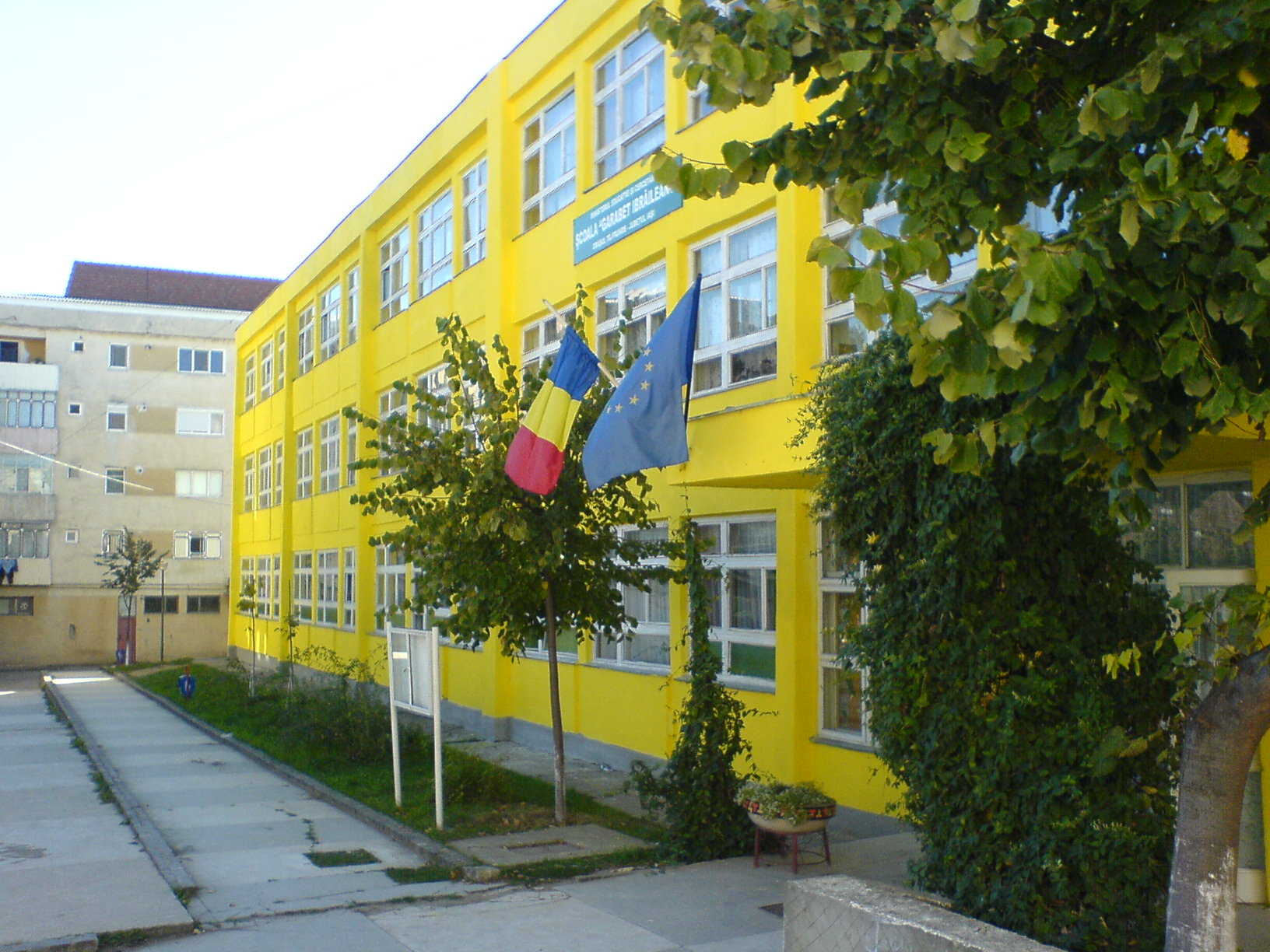